# Pływanie na Mistrzostwach Świata w Pływaniu 2013 – 200 m stylem grzbietowym mężczyzn
200 m stylem grzbietowym mężczyzn – jedna z konkurencji rozgrywanych podczas Mistrzostw Świata w Pływaniu 2013. Eliminacje i półfinały odbyły się 1 sierpnia, a finał 2 sierpnia.
W tej konkurencji wzięło udział 35 zawodników z 30 państw.
Złoty medal zdobył Ryan Lochte reprezentujący Stany Zjednoczone. Drugie miejsce zajął Polak Radosław Kawęcki, a brązowy medal zdobył Tyler Clary ze Stanów Zjednoczonych.

## Rekordy
| Rekord                   | Zawodnik      | Czas    | Miejsce | Data          |
| ------------------------ | ------------- | ------- | ------- | ------------- |
| Rekord świata            | Aaron Peirsol | 1:51.92 | Rzym    | 31 lipca 2009 |
| Rekord mistrzostw świata | Aaron Peirsol | 1:51.92 | Rzym    | 31 lipca 2009 |

## Wyniki

### Eliminacje
| Miejsce | Bieg | Tor | Zawodnik                 | Państwo                      | Czas    | Uwagi |
| ------- | ---- | --- | ------------------------ | ---------------------------- | ------- | ----- |
| 1.      | 4    | 4   | Tyler Clary              | Stany Zjednoczone            | 1:56.76 | Q     |
| 2.      | 2    | 5   | Craig McNally            | Wielka Brytania              | 1:57.18 | Q     |
| 3.      | 2    | 4   | Ryan Lochte              | Stany Zjednoczone            | 1:57.19 | Q     |
| 4.      | 4    | 3   | Péter Bernek             | Węgry                        | 1:57.20 | Q     |
| 5.      | 2    | 3   | Yannick Lebherz          | Niemcy                       | 1:57.33 | Q     |
| 6.      | 3    | 3   | Matson Lawson            | Australia                    | 1:57.48 | Q     |
| 7.      | 4    | 5   | Kosuke Hagino            | Japonia                      | 1:57.52 | Q     |
| 8.      | 3    | 4   | Ryosuke Irie             | Japonia                      | 1:57.53 | Q     |
| 9.      | 4    | 2   | Chris Walker-Hebborn     | Wielka Brytania              | 1:57.95 | Q     |
| 10.     | 3    | 6   | Gábor Balog              | Węgry                        | 1:57.98 | Q     |
| 11.     | 3    | 5   | Radosław Kawęcki         | Polska                       | 1:57.99 | Q     |
| 12.     | 4    | 7   | Xu Jiayu                 | Chiny                        | 1:58.29 | Q     |
| 13.     | 3    | 7   | Federico Turrini         | Włochy                       | 1:58.54 | Q     |
| 14.     | 4    | 1   | Danas Rapšys             | Litwa                        | 1:59.11 | Q     |
| 15.     | 2    | 2   | Leonardo de Deus         | Brazylia                     | 1:59.17 | Q     |
| 16.     | 2    | 1   | Darren Murray            | Południowa Afryka            | 1:59.19 | Q     |
| 17.     | 4    | 6   | Mitch Larkin             | Australia                    | 1:59.34 |       |
| 18.     | 3    | 2   | Yakov-Yan Toumarkin      | Izrael                       | 1:59.39 |       |
| 19.     | 2    | 7   | Pedro Oliveira           | Portugalia                   | 1:59.95 |       |
| 20.     | 3    | 8   | Lukas Rauftlin           | Szwajcaria                   | 2:00.45 |       |
| 21.     | 4    | 0   | Russell Wood             | Kanada                       | 2:00.51 |       |
| 22.     | 3    | 1   | Alexandr Tarabrin        | Kazachstan                   | 2:01.08 |       |
| 23.     | 2    | 8   | Im Tae-jeong             | Korea Południowa             | 2:01.23 |       |
| 24.     | 2    | 6   | Gareth Kean              | Nowa Zelandia                | 2:02.81 |       |
| 25.     | 2    | 0   | Jean-François Schneiders | Luksemburg                   | 2:02.96 |       |
| 26.     | 3    | 0   | Marko Krce Rabar         | Chorwacja                    | 2:03.50 |       |
| 27.     | 4    | 8   | Pedro Medel              | Kuba                         | 2:03.63 |       |
| 28.     | 2    | 9   | I Gede Siman Sudartawa   | Indonezja                    | 2:04.90 |       |
| 29.     | 3    | 9   | Ezequiel Trujillo        | Meksyk                       | 2:05.92 |       |
| 30.     | 1    | 4   | Yeziel Morales           | Portoryko                    | 2:06.09 |       |
| 31.     | 1    | 6   | Boris Kirillov           | Azerbejdżan                  | 2:08.74 |       |
| 32.     | 1    | 5   | Gorazd Chepishevski      | Macedonia Północna           | 2:09.89 |       |
| 33.     | 1    | 3   | Awse Ma'aya              | Jordania                     | 2:12.31 |       |
| 34.     | 1    | 2   | Yaaqoub Al-Saadi         | Zjednoczone Emiraty Arabskie | 2:21.51 |       |
| -       | 4    | 9   | Danil Bukin              | Uzbekistan                   |         | DSQ   |

### Półfinały

#### Półfinał 1
| Miejsce | Tor | Zawodnik      | Państwo           | Czas    | Uwagi |
| ------- | --- | ------------- | ----------------- | ------- | ----- |
| 1.      | 6   | Ryosuke Irie  | Japonia           | 1:56.14 | Q     |
| 2.      | 7   | Xu Jiayu      | Chiny             | 1:56.42 | Q     |
| 3.      | 4   | Craig McNally | Wielka Brytania   | 1:56.97 | Q     |
| 4.      | 5   | Péter Bernek  | Węgry             | 1:57.37 | Q     |
| 5.      | 2   | Gábor Balog   | Węgry             | 1:57.42 |       |
| 6.      | 3   | Matson Lawson | Australia         | 1:57.55 |       |
| 7.      | 1   | Danas Rapšys  | Litwa             | 1:59.05 |       |
| 8.      | 8   | Darren Murray | Południowa Afryka | 2:02.12 |       |

#### Półfinał 2
| Miejsce | Tor | Zawodnik             | Państwo           | Czas    | Uwagi |
| ------- | --- | -------------------- | ----------------- | ------- | ----- |
| 1.      | 4   | Tyler Clary          | Stany Zjednoczone | 1:55.16 | Q     |
| 2.      | 5   | Ryan Lochte          | Stany Zjednoczone | 1:55.88 | Q     |
| 3.      | 7   | Radosław Kawęcki     | Polska            | 1:56.14 | Q     |
| 4.      | 6   | Kosuke Hagino        | Japonia           | 1:56.24 | Q     |
| 5.      | 3   | Yannick Lebherz      | Niemcy            | 1:57.71 |       |
| 6.      | 8   | Leonardo de Deus     | Brazylia          | 1:57.92 |       |
| 7.      | 2   | Chris Walker-Hebborn | Wielka Brytania   | 1:58.16 |       |
| 8.      | 1   | Federico Turrini     | Włochy            | 1:59.16 |       |

### Finał
| Miejsce | Tor | Zawodnik         | Państwo           | Czas    | Uwagi |
| ------- | --- | ---------------- | ----------------- | ------- | ----- |
| 1 !     | 5   | Ryan Lochte      | Stany Zjednoczone | 1:53.79 |       |
| 2 !     | 6   | Radosław Kawęcki | Polska            | 1:54.24 | ER    |
| 3 !     | 4   | Tyler Clary      | Stany Zjednoczone | 1:54.64 |       |
| 4.      | 3   | Ryosuke Irie     | Japonia           | 1:55.07 |       |
| 5.      | 2   | Kosuke Hagino    | Japonia           | 1:55.43 |       |
| 6.      | 1   | Craig McNally    | Wielka Brytania   | 1:55.67 |       |
| 7.      | 7   | Xu Jiayu         | Chiny             | 1:57.13 |       |
| 8.      | 8   | Péter Bernek     | Węgry             | 1:58.26 |       |